# Gwynedd

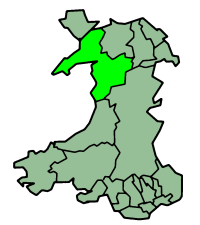
Hrabství Gwynedd na mapě Walesu

Gwynedd (IPA: ['ɡwɪ.nɛð]) je hrabství na severozápadě Walesu ve Spojeném království. Má rozlohu 2 548 km² a 118 300 obyvatel. Největší město je Caernarfon. Sousední hrabství jsou Clwyd, Conwy, Powys, Ceredigion a přes průliv Menai Strait Anglesey.
Hrabství se vytvořilo 1. dubna 1974. Do roku 1996 patřilo do Gwyneddu i Anglesey.
Velšsky zde mluví 76,1 % obyvatelstva, což je nejvíc ze všech hrabství ve Walesu.